# ريتشارد إل. نويبيرغر
ريتشارد إل. نويبيرغر (بالإنجليزية: Richard L. Neuberger)‏ هو صحفي وسياسي أمريكي، ولد في 26 ديسمبر 1912 في مقاطعة مولتنوماه في الولايات المتحدة، وتوفي في 9 مارس 1960 في بورتلاند في الولايات المتحدة بسبب سكتة. حزبياً، نشط في الحزب الديمقراطي. وقد انتخب عضو مجلس ولاية أوريغون وانتخب عضو مجلس نواب أوريغون وانتخب عضو مجلس الشيوخ الأمريكي.

## روابط خارجية
- ريتشارد إل. نويبيرغر على موقع إن إن دي بي (الإنجليزية)